# Campanhas de Pacificação e Ocupação
As Campanhas de Pacificação e Ocupação foram um vasto conjunto de operações militares, levadas a cabo nas últimas décadas do século XIX e nas primeiras décadas do XX pelas forças armadas portuguesas nas províncias ultramarinas do Império português. Delas resultaram a criação dos actuais territórios de Angola, Moçambique, Guiné-Bissau e Timor-Leste.
Foram nestas campanhas que se travou o combate de Môngua, em Angola, e de Chaimite, em Moçambique, no qual Joaquim Augusto Mouzinho de Albuquerque capturou o imperador vátua Gungunhana.
As campanhas de ocupação foram numerosas mas geralmente de pequena dimensão e mobilizavam um reduzido número de efectivos, na sua maioria tropas africanas. Quando a soberania portuguesa era posta em causa, as campanhas contaram também com tropas metropolitanas, melhor equipadas.

## Contexto
Após a Independência do Brasil e o fim da Guerra Civil Portuguesa, Portugal procurou proteger, desenvolver e expandir os seus restantes territórios ultramarinos.

O Marquês de Sá da Bandeira foi o grande promotor da expansão em África e da abolição da escravatura. Foi fundado o Mindelo em Cabo Verde, lançada a cultura do amendoim na Guiné e fundados alguns novos postos, fortes e vilas no sertão africano, como Duque de Bragança em Angola. Não obstante, o investimento nos territórios ultramarinos revelou-se controverso devido à devastação causada pela guerra civil, à falta de meios e à instabilidade política em Portugal, resultando num progresso lento. 

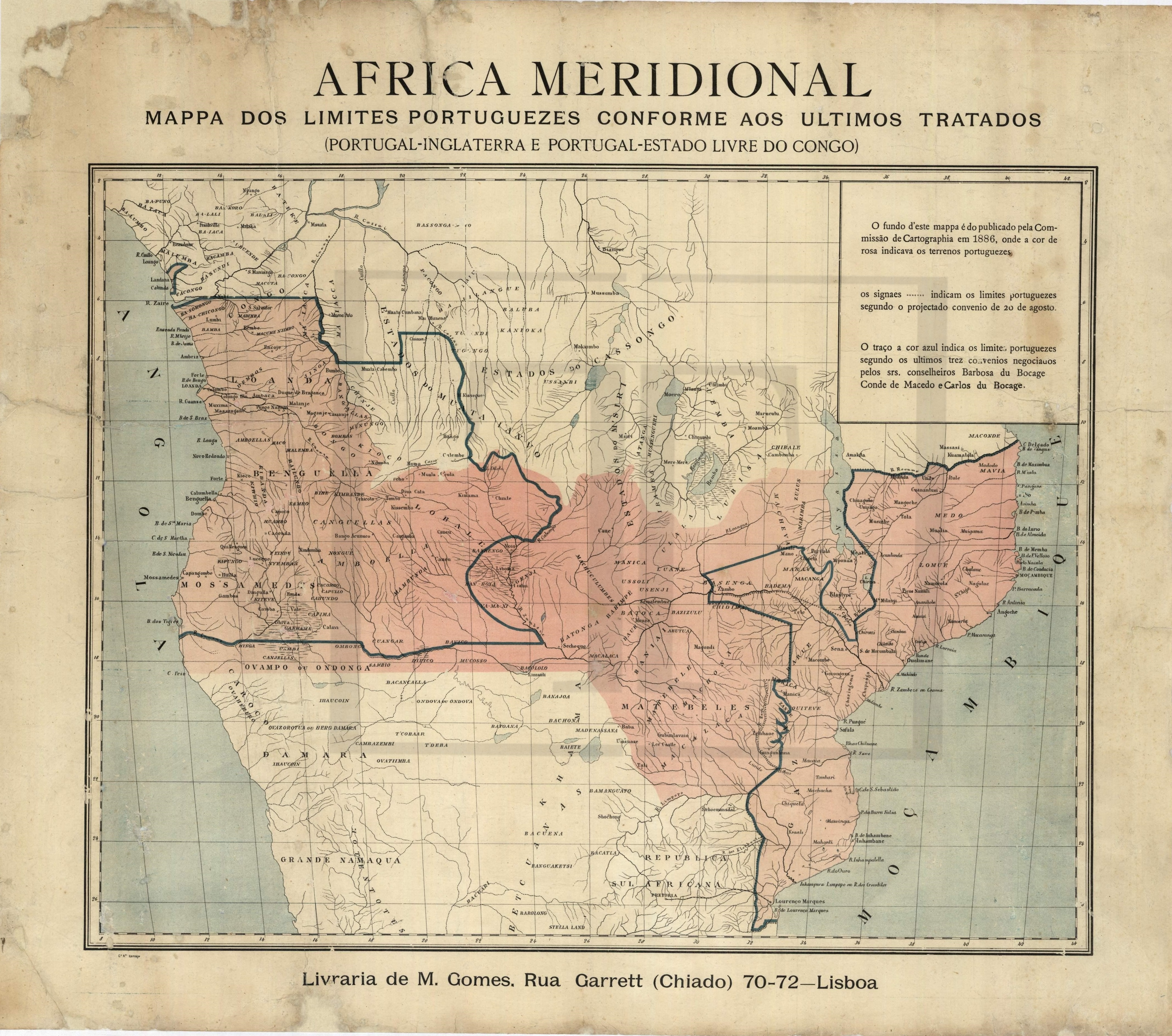
Mapa cor-de-rosa.

Em 1875 foi fundada a Sociedade de Geografia de Lisboa, instituição agregadora de exploradores, cientistas e oficiais conhecedores do interior africano, difusora de conhecimento étnico-geográfico, conselheira do poder com estudos e grande promotora de um maior envolvimento português em África. A Sociedade de Geografia promoveu o plano para a ocupação do território entre Angola e Moçambique, que ficaria conhecido como o Mapa Cor-de-Rosa e levaria a várias expedições científicas na região, a primeira das quais liderada por Serpa Pinto, Hermenegildo Capelo e Roberto Ivens em 1877. Em 1884, Henrique de Carvalho partiu de Malanje, em Angola, em direcção à Muantiânvua, ao passo que Capelo e Ivens partiram neste ano na muito celebrada travessia "de Angola à contra-costa". No ano seguinte, Serpa Pinto e Augusto Cardoso partiram numa expedição para explorar o norte de Moçambique e a região do Lago Niassa. Todo este investimento na região colocaria Portugal na rota de colisão com o Reino Unido, que cobiçava o mesmo território.
A partir de meados do séc. XIX, varias potências europeias lançaram-se também na partilha de África, o que deu azo a várias disputas internacionais. Na Conferência de Berlim, Portugal viu reconhecidos os seus direitos à margem esquerda do rio Congo e a Cabinda. Quaisquer reivindicações com base na descoberta porém, foram repudiadas, para serem substituídas pela lógica da ocupação efectiva, imprimindo urgência aos esforços portugueses.

## Angola

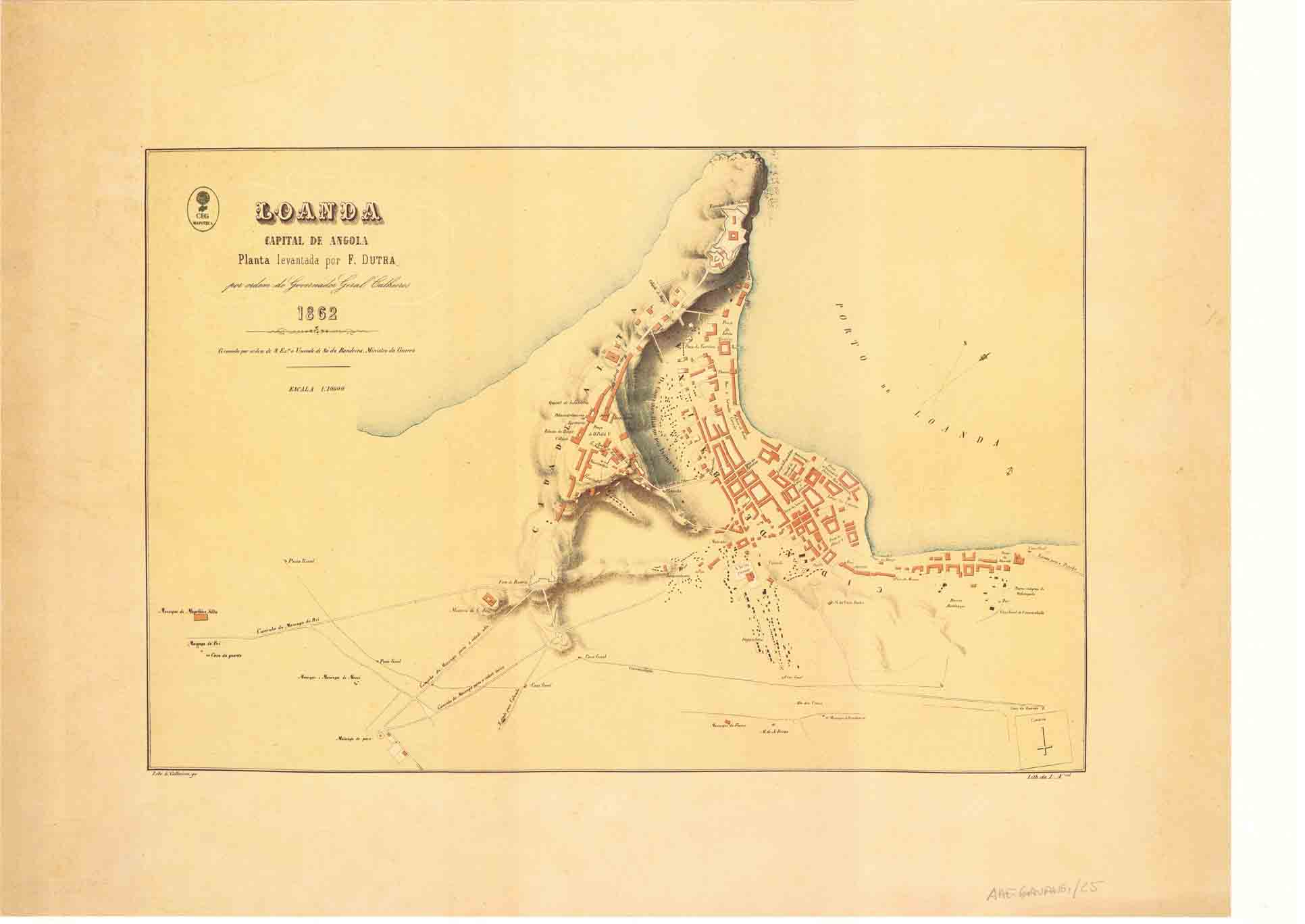
Luanda em 1862.

Angola foi sempre alvo de maiores atenções pelo governo português de entre todos os territórios em África. A ocupação de Angola não seguiu um caminho muito diferente de Moçambique, se bem que em território angolano não tenham funcionado companhias majestáticas. As campanhas de ocupação em Angola assumiram grande envergadura em alguns casos, como foi o caso da Campanha dos Cuamatos em 1907, protagonizada por Alves Roçadas, e a Campanha dos Dembos entre 1907 e 1909, levada a cabo por João de Almeida.

### Expansão no interior
Após a Conferência de Berlim, que atribuiu a Portugal o enclave de Cabinda e a margem esquerda do Congo, procedeu-se à ocupação de Ambrizete, a norte de Luanda, em 1886. Neste mesmo ano, foi aberta uma nova frente no sul com a fundação dos fortes Princesa Amélia e D. Maria, aquando de uma campanha chefiada por Artur de Paiva. O epicentro da soberania portuguesa no sul era Huíla e os esforços portugueses iam no sentido de combater a influência alemã que irradiava do Sudoeste Africano Alemão. Em 1887, a Companhia de Dragões de Moçâmedes, encarregue de uma campanha de vacinação do gado nas terras do soba Nambonga enfrentou a terceira revolta do Humbe, tendo sido massacrado em Jamba Camufate, durante a retirada em plena estação das chuvas, um dos quatro pelotões de cavaleiros em que se dividia a companhia, comandado pelo conde de Almoster. No ano seguinte, entre Janeiro e Agosto Artur de Paiva pacificou a região.

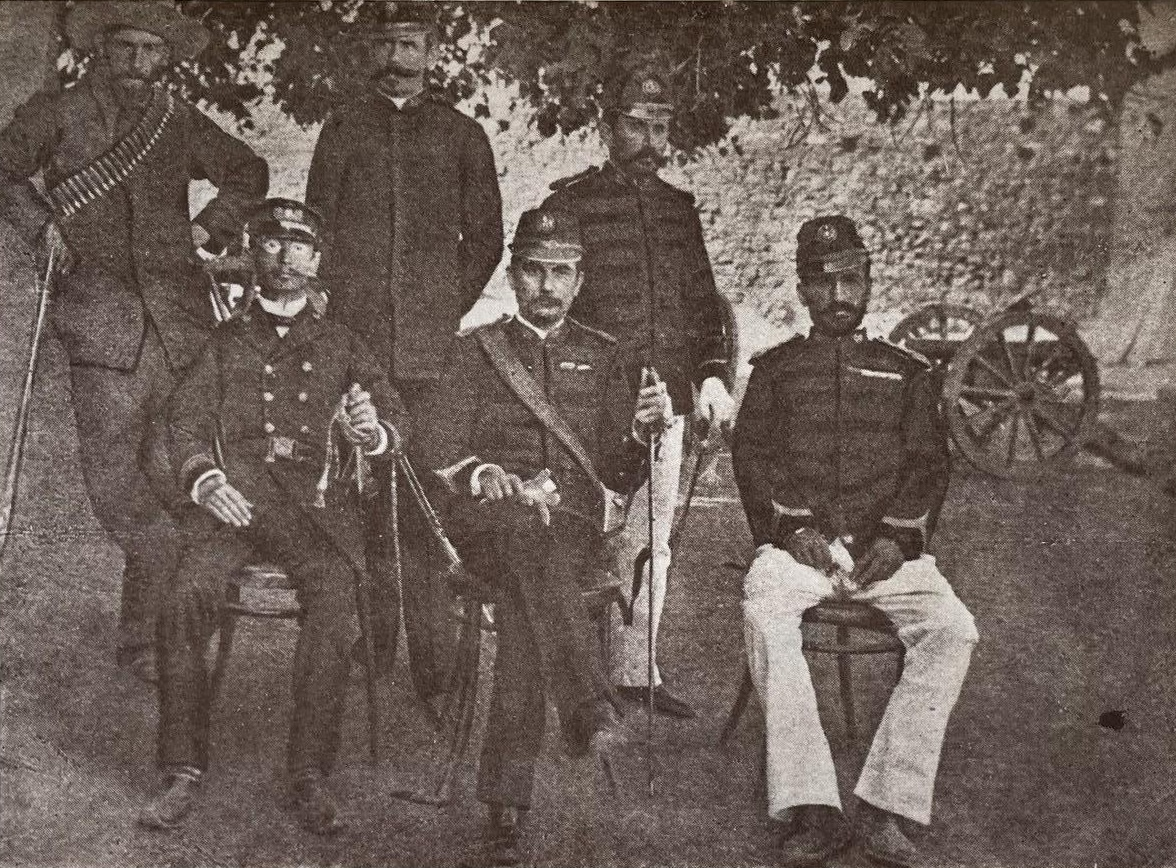
Estado-Maior da Expedição do Humbe, 1891. O Major Padrel, ao centro, acompanhado do Dr. Nascimento, à esquerda, e do Capitão Luna de Carvalho, à direita. No 2.º plano vêem-se, da esquerda para a direita: P. Van der Kellen, Tenente Palermo, e Alferes Ramalho.

A terceira frente foi o Planalto Central, aberta em 1890. Neste ano deu-se o célebre caso do ultimato do soba do Bié e do suicídio do sertanejo Silva Porto, de que resultou a conquista do Bié por Artur de Paiva. Ali foi fundado o forte de Silva Porto, estabelecendo-se assim a soberania portuguesa na região, o mesmo se sucedendo ao Reino Bailundo no ano seguinte.
Ainda em 1891, a questão da fronteira com o Congo Belga na região dos lundas foi resolvida por via diplomática. Definida a fronteira, a soberania portuguesa no norte foi gradualmente estendida para o interior através da instalação de postos militares, administrativos e fiscais a partir de Malange mas a presença portuguesa era muito limitada, para além de que os portugueses enfrentavam a resistência do Reino do Congo. De Ambrizete, a soberania foi estendida para Maquela do Zombo em 1896.

A presença portuguesa no centro era parca e a soberania portuguesa desafiada por revoltas, a mais importante das quais foi a revolta do Bailundo em 1902. Em Outubro daquele ano, dava-se por pacificado o Planalto Central.

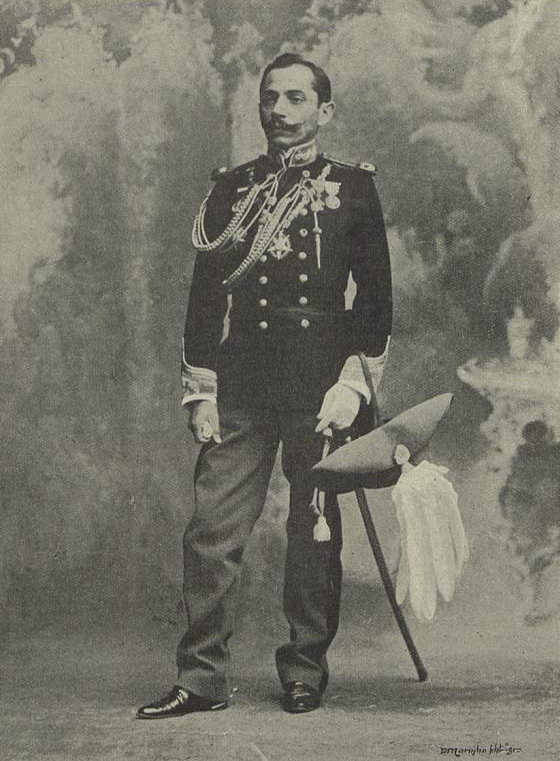
Alves Roçadas.

Só em 1904 é que os portugueses lançaram a primeira grande campanha além-Cunene, para ocupar o Reino do Cuamato Pequeno, do Cuamato Grande e o Reino Cuanhama mas esta redundou numa derrota na Batalha do Vau do Pembe. O "Desastre do Pembe" galvanizou os ovambos, em particular os cuamatos, que começaram a atacar tribos sob a protecção de Portugal e até a ameaçar fazendas na margem norte do Cunene mas galvanizou também a opinião pública portuguesa, que forçou o governo português a intervir na região. Em 1905 foi ocupado o Mulondo e fundado ali o Forte de Mulondo, sendo fundado pouco depois o Forte Roçadas mais a sul. Em 1907 deu-se a grande campanha dos cuamatos, encabeçada por Alves Roçadas, que ocupou os cuamatos após duros combates e ali fundou os fortes D. Luís de Bragança e Eduardo Marques. Não obstante, os cuanhamas e cuamatos associaram-se aos alemães e continuaram a organizar guerrilhas contra os portugueses os povos seus aliados.
Só com a chegada de Paiva Couceiro ao governo geral em 1907 é que foi lançada no norte uma nova campanha para o interior.
Em 1909 João de Almeida ocupou o Reino Cuanhama com um contingente de 2150 homens e fundou os fortes D. Manuel e Henrique Couceiro.

O Cassai foi alcançado pelos portugueses em 1912, concluindo assim a ocupação do nordeste. No ano seguinte rebentou no Reino do Congo uma revolta contra o seu governo tradicional, encabeçada por Álvaro Tulante Buta, que ditou a partilha do Congo entre Portugal e Bélgica.

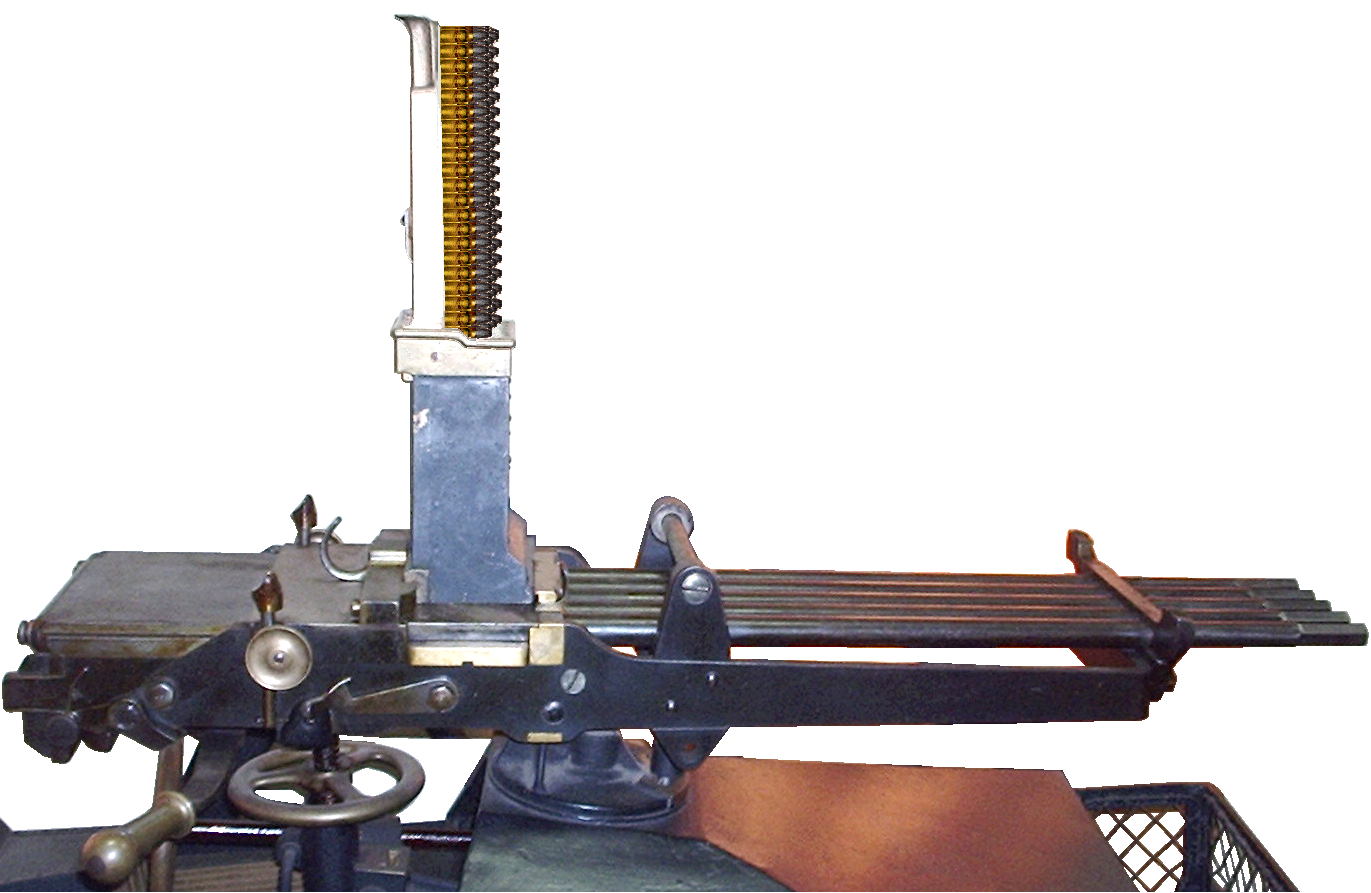
Metralhadora multi-canos Nordenfelt, utilizada pelas tropas portuguesas.

### Retirada do sul
Angola partilhava a fronteira sul com o Sudoeste Africano Alemão. Durante a Primeira Guerra Mundial, deu-se o massacre do Cuangar quando o forte de Cuangar foi atacado a 31 de Outubro de 1914 por forças alemãs. A 18 de Dezembro sucedeu-se o mesmo ao forte de Naulila, morrendo 69 portugueses e 36 foram feitos prisioneiros no combate de Naulila.
Após o ataque a Naulila, Alves Roçadas ordenou a retirada das guarnições do sul de Angola e a formação de uma nova linha de defesa em Gambos. Embora o comando português se preparasse para uma grande ofensiva alemã, tal nunca aconteceu, tendo o ataque a Naulila antes resultado no corte das comunicações e do abastecimento do Sudoeste Africano Alemão a partir de Angola, isolando o território já bloqueado por mar pela marinha britânica.
A retirada das tropas portuguesas reacendeu a resistência dos povos cuanhamas e seus aliados contra a autoridade portuguesa. As populações de Huíla revoltaram-se, provocando uma longa crise que apenas se resolveria com a chegada à região de uma grande força expedicionária comandada pelo general Pereira d'Eça, o general de aço, que desembarcou em Angola em Março de 1915.

### Reocupação do sul

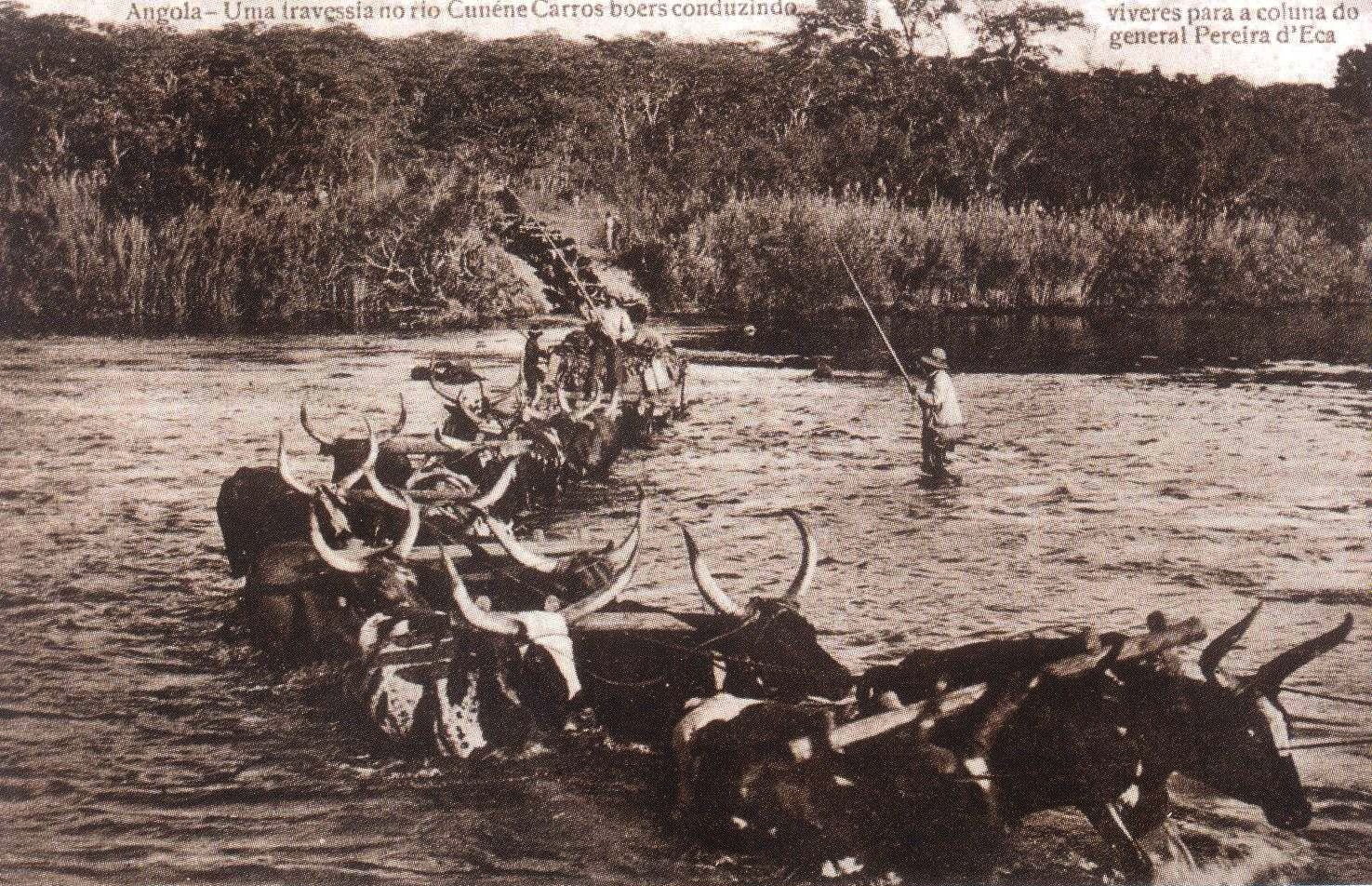
"Víveres para a coluna do general Pereira D'Eça", durante a campanha do Humbe em 1915.

A 7 de Julho de 1915 as forças portuguesas reocuparam Humbe, sem encontrarem resistência mas lutando com grande falta de água. No Humbe, a terra encontrava-se queimada e os homens válidos tinham procurado refúgio nos Cuamatos e no Cuanhama, deixando para trás mulheres e crianças.
Como a 9 de Julho as forças do Sudoeste Africano Alemão, comandadas pelo general Victor Franke, se renderam ao general Louis Botha, comandante-em-chefe das forças da União Sul-Africana, a missão do general Pereira d'Eça passou a ser a pacificação dos povos africanos, que se haviam rebelado contra a presença portuguesa. 
A 15 de Agosto uma coluna das forças do general Pereira d'Eça reocupou o forte do Cuamato. Entre 18 e 20 de Agosto deu-se a batalha de Môngua, no qual a principal coluna das forças expedicionárias, constituída por 3,000 homens, comandada pelo general Pereira d'Eça e formada em quadrado, dispersou um ataque dos africanos comandados pessoalmente por Mandume. Os guerreiros africanos somavam 15,000 cuanhamas, 10,000 cuamatos e 20,000 guerreiros provenientes da Damaralândia, embora as estimativas divirjam. Morreram em combate um oficial e quinze praças e ficaram feridos seis oficiais e vinte e quatro praças. Do lado de Mandume, estimam-se 4000 a 5000 mortos.

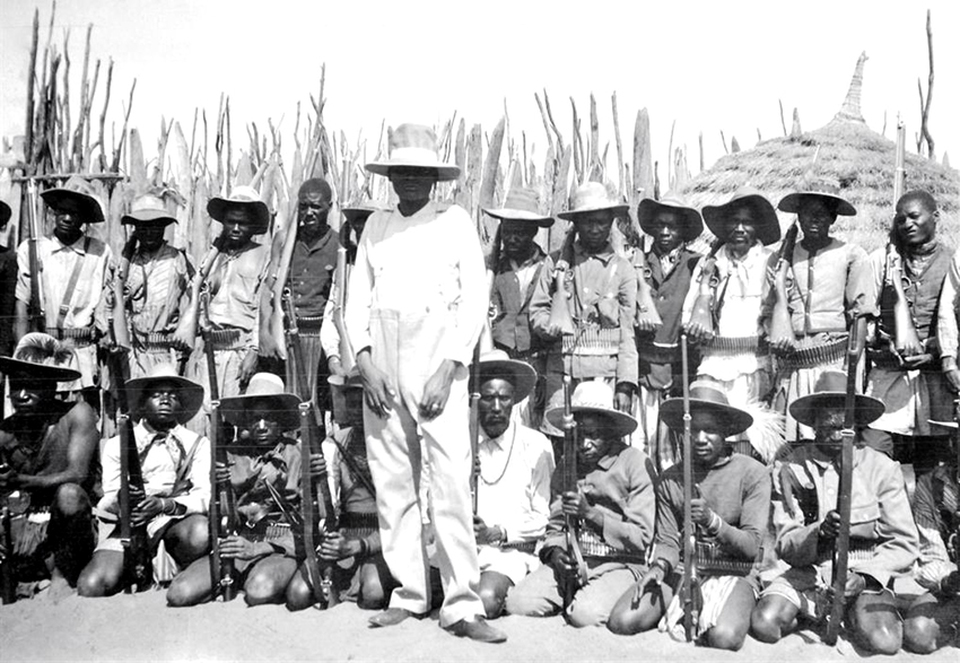
O rei Mandume e os seus guerreiros.

A 4 de Setembro, Pereira d'Eça ocupou sem resistência Ondjiva, capital do reino Cuanhama. Reocupado o Humbe, os Cuamatos, Evale e Cuanhama, foi dada por debelada a rebelião e seguiu-se um período de paz que, após a morte de Mandume em 1917, se manteria por mais de 40 anos.

## Moçambique
A primeira fase da ocupação de Moçambique deu-se em 1895 contra o Império de Gaza, devido à ameaça do Reino Unido e da Companhia Britânica da África do Sul, de Cecil Rhodes, que cobiçavam todo o território a sul do Save. A campanha foi idealizada por António Enes e executada por militares prestigiados, como Mouzinho de Albuquerque, Ayres de Ornellas e Paiva Couceiro.

### A conquista de Gaza

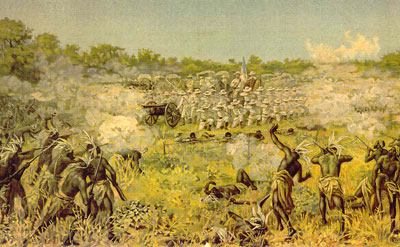
A batalha de Coolela.

Em 1894, os régulos tsonga, que dominavam a região entre Lourenço Marques e o Império de Gaza revoltaram-se contra a tutela portuguesa, liderados pelo régulo de Mafumo e filho de Gungunhana, Zixaxa. Lourenço Marques foi atacada mas a revolta foi debelada na Batalha de Marracuene em Fevereiro de 1895 e os régulos responsáveis fugiram com os seus guerreiros para Gaza, onde receberam asilo da parte de Gungunhana. O governo português decidiu então avançar para a anexação do estado vátua, pois Gungunhana era suspeito de favorecer os britânicos à revelia de tratados firmados com Portugal e de ter instigado a revolta. O momento afigurava-se propício, pois os vátuas encontravam-se enfraquecidos por revoltas internas, epidemias e emigração dos seus jovens.

Na batalha de Magul, a 8 de Setembro, os guerreiros vátuas não conseguiram abrir uma brecha no compacto quadrado de bem disciplinadas tropas portuguesas, apoiadas por metralhadoras Nordenfelt. O uso de cargas de cavalaria à arma branca e a utilização de colunas móveis também surpreenderam os africanos e destruíram a aura de invencibilidade de Gungunhana. Após a batalha de Coolela a 7 de Novembro de 1895, Mouzinho de Albuquerque avançou para o interior com um pequeno corpo de homens e a 28 de Dezembro capturou Gungunhana, em Chaimite.

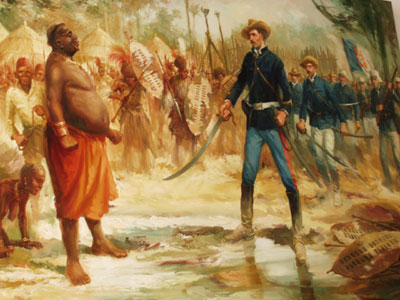
A captura de Gungunhana por Mouzinho de Albuquerque.

O fim do império vátua não foi impopular entre as populações africanas submetidas a Gungunhana, a quem já pagavam tributo. Vários postos militares foram então fundados no interior e a região incorporada em Moçambique como um distrito. 
A campanha de Gaza foi a mais célebre das campanhas de pacificação. Após a expedição de mais de 750 homens para o Congo em 1860, a expedição de cerca de 570 homens para Moçambique em 1869, a expedição de um batalhão para Goa em 1871 e a expedição de mais de 900 homens para Moçambique em 1891, Gaza foi a quinta grande expedição enviada além-mar por Portugal a seguir à Independência do Brasil. Os 2910 homens envolvidos representaram 14% dos efectivos portugueses em tempo de paz.
Após a conquista de Gaza a maioria das tropas portuguesas regressou a Portugal mas Mouzinho de Albuquerque foi obrigado a ficar em Moçambique por António Enes. O régulo de Maputo hostilizou a administração portuguesa e ameaçou os missionários católicos no seu reino, pelo que, a pedido do governador-geral Joaquim da Graça, Mouzinho de Albuquerque levou a cabo uma campanha contra Maputo e anexou o território.
Os anos que se seguiram à conquista de Gaza foram de seca e de doença na região. O régulo Maguiguana chefiou uma revolta contra a autoridade portuguesa mas foi derrotado na Batalha de Macontene em Julho de 1897.

### A pacificação da Zambézia
Pacificado o sul, a prioridade passou a ser a Zambézia, a norte do rio Save, onde já decorriam as Guerras da Zambézia há várias décadas mas, ao contrário de Gaza, a região encontrava-se fracturada em pequenos estados num território que favorecia a insurgência e a guerrilha, pelo que a sua pacificação exigiu numerosas pequenas campanhas e foi mais difícil.
O estado de guerra que na Zambézia se tem quasi tornado chronico, tem sido o principal motivo do atrazo em que jaz ainda aquella região, e das difficuldades que o governo da metropole e o governo local têem encontrado em fazer progredir e desenvolver aquelle vasto territorio.

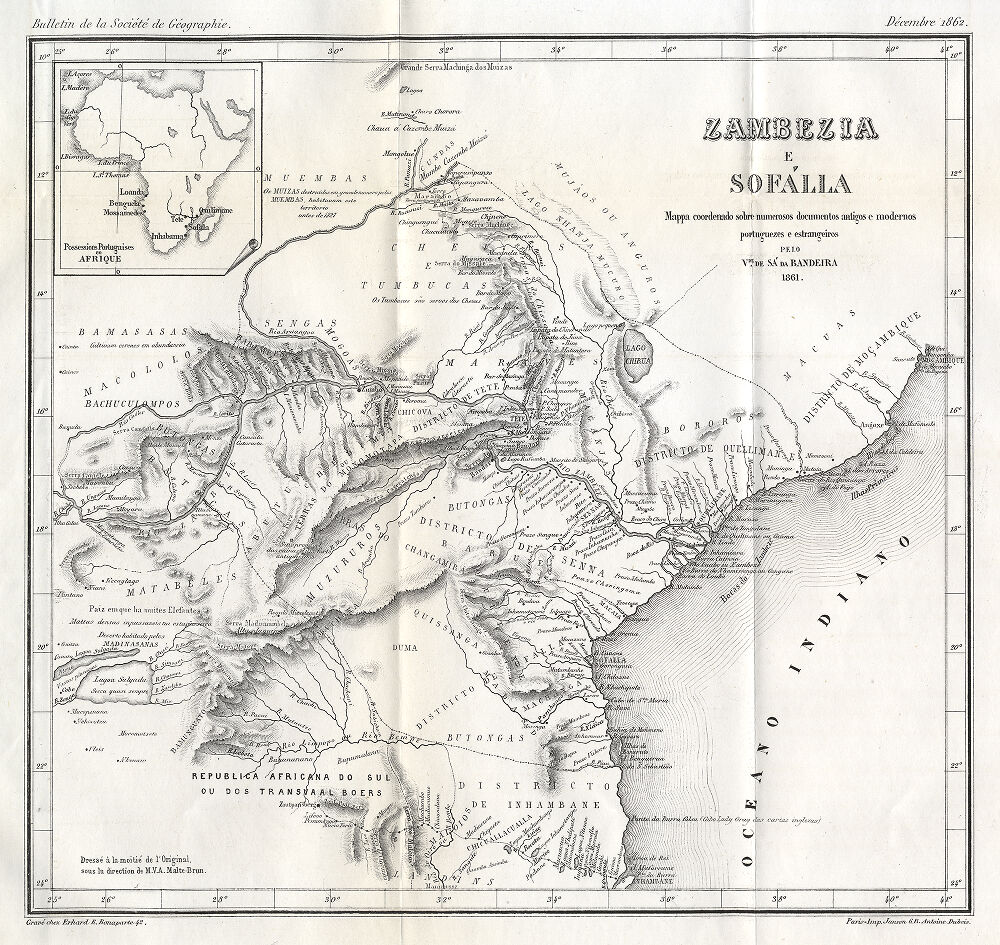
Zambézia e Sofala em 1861.

Na Zambézia, o governo português empregou poucos soldados do exército regular e recorreu sobretudo a sipaios para pacificar a região. A grande aringa de Massangano foi sitiada por mais de 3000 sipaios comandados pelo governador-geral Augusto de Castilho em pessoa a 7 de Setembro de 1888 e reocupada definitivamente a 29 de Novembro, após um duro cerco. Na região foi então fundado o forte Dona Amélia. O prazo insubmisso da Gorongosa foi pacificado em 1897.
A 27 de Maio de 1898 Portugal anexou a república de Maganja da Costa, estado independente formado a partir de um antigo prazo da Coroa, que se destacara pela sofisticada organização das suas tropas. Foi o último dos antigos prazos da Coroa a ser pacificado. Em 1899, António Júlio de Brito anexou a Angónia e em 1902 o reino de Macanga.
A grande campanha da Zambézia foi a conquista do Barué, reino africano situado na fronteira com a Rodésia e, por isso, de importância estratégica. O Barué foi ocupado em 1902 depois de uma campanha que envolveu 16,000 homens, 500 dos quais oriundos do exército metropolitano. O moderno armamento permitiu aos portugueses dominar o território em três meses.

### A ocupação do norte
A ocupação do norte de Moçambique também foi lenta e difícil. Subsistiam as redes comerciais dos estados suahilis ao longo da costa que, aliados aos régulos macuas do interior, resistiam à influência portuguesa e à proibição do comércio de escravos, que despovoava a região.
Em 1895, Portugal detinha, ao longo da costa, a Ilha de Moçambique, Mossuril, Cabaceira, Natule, Parapato, Sangage, Mogincual e Infusse. A conquista de Gaza trouxe para o território oficiais ambiciosos e mais tropas regulares europeias, o que constituía um progresso notável apesar do seu número reduzido. Ainda assim, a ocupação da região apoiou-se muito nos sipaios de senhores de prazos leais a Portugal e auxiliares africanos.

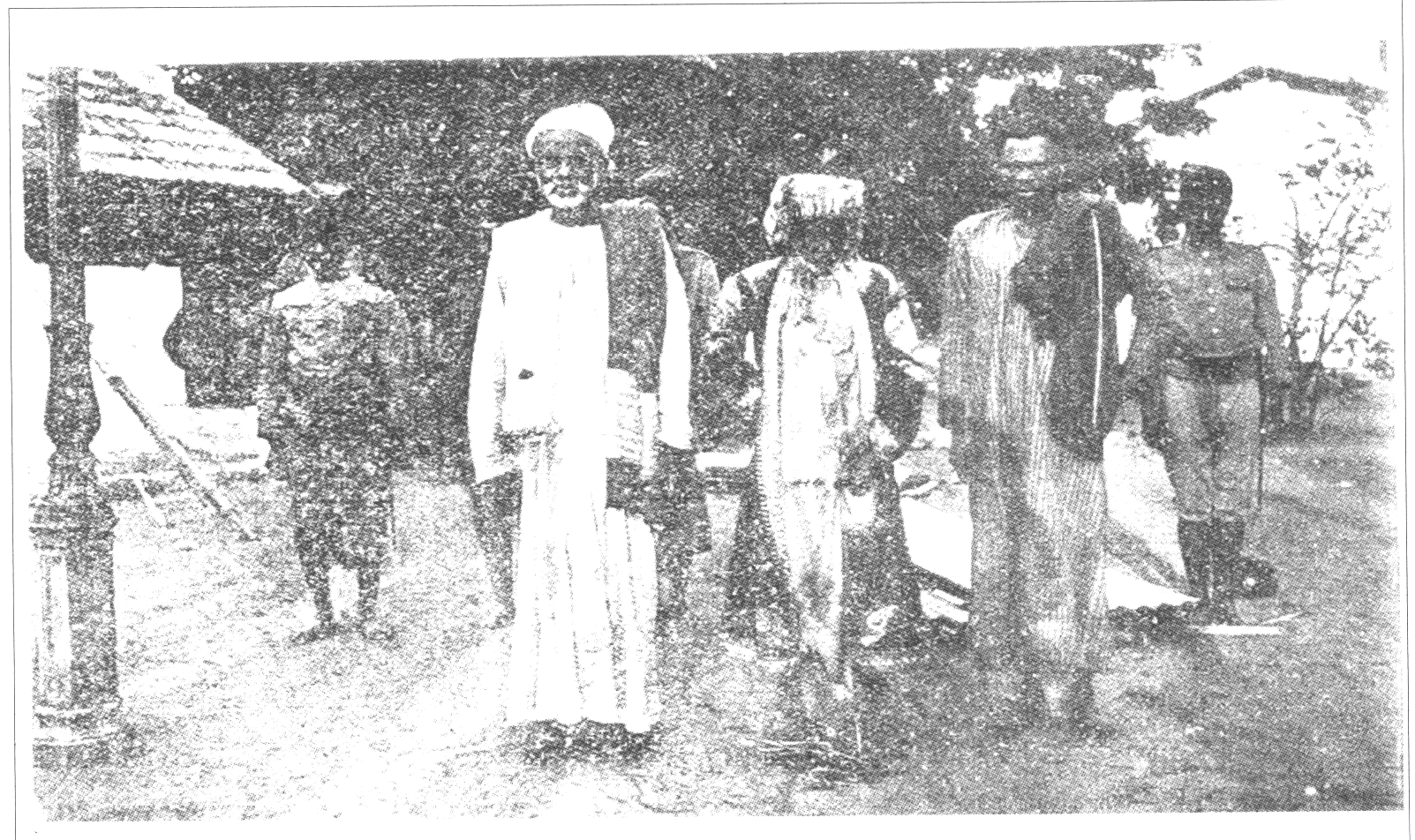
O sultão Ibrahimo, Farelay e o régulo Cubola-Muno.

O principal adversário de Portugal a sul do rio Lúrio era o sultanto de Angoche, importante centro negreiro que resistia à proibição do tráfico. Farelay, poderoso membro da família real, organizou numerosas alianças com os régulos para atacar território português e preservar o tráfico. Em 1904, Mossuril foi atacada e no ano seguinte colunas armadas portuguesas começaram a penetrar sistematicamente no sertão. Em 1910 Angoche foi conquistada pelas tropas de Massano de Amorim e Farelay preso, juntamente com o sultão Ibrahimo e o régulo Guernea-Muno. Conquistada Angoche, pelo menos 87 chefes macuas reconheceram a soberania portuguesa. A partir de então, as tropas portuguesas passaram a receber a ajuda dos régulos macuas que resistiam aos negreiros ao longo da costa. Os portugueses concluíram a ocupação da região entre a Zambézia e o rio Lúrio em 1913.

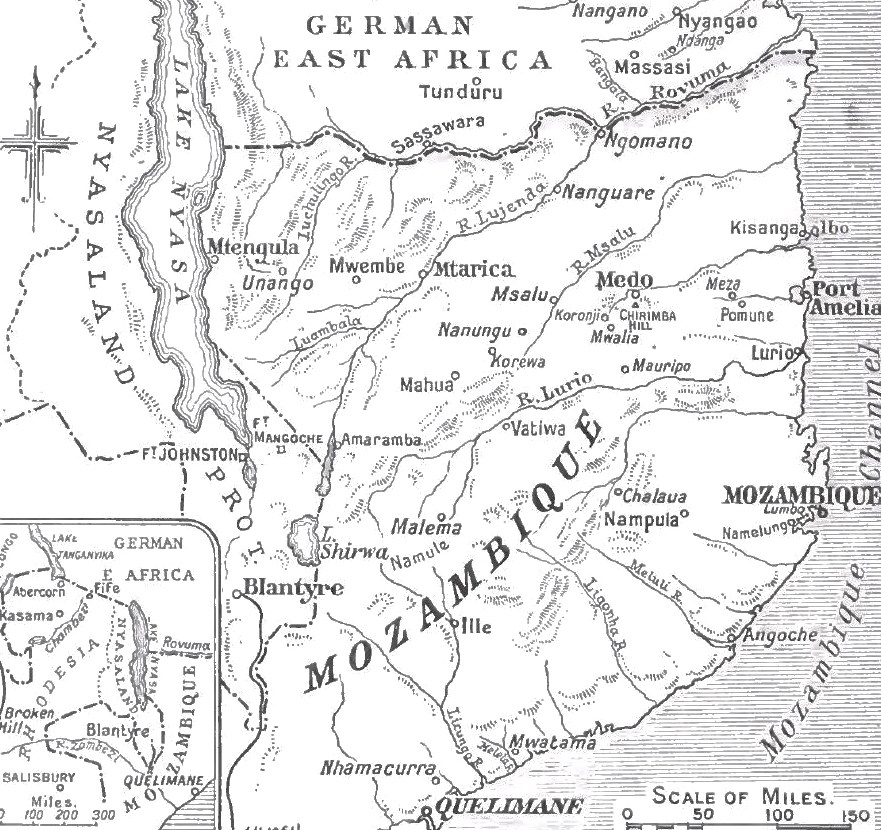
O norte de Moçambique.

A região entre o Lúrio e o Rovuma fora concessionada em 1890 à Companhia do Niassa. O régulo Mataca Bonomali, porém, barrava o acesso do mar ao Lago Niassa e atacava a Niassalândia, levando a reclamações em Lisboa, pelo que os portugueses temiam uma intervenção militar britânica na região. Entre 10 de Junho e 21 de Novembro de 1899 deu-se a grande campanha contra os ajauas, que envolveu 312 soldados regulares e 2800 sipaios partidos do sul. A campanha mostrou a eficácia dos sipaios da Zambézia e auxiliares locais para combater os ajauas mas o Mataca evitou a captura e passou à guerrilha. Em 1900, os portugueses ocuparam Metarica e fundaram o forte D. Luís Filipe. Em 1901 Mataca atacou as terras dos régulos que aceitaram a autoridade portuguesa e em novembro de 1903 os ajauas atacaram o forte D. Luís Filipe. Entre 1908 e 1910 deu-se a ocupação do sertão do Ibo e de Quissanga da Praia. Em 1910 foram pacificados os ajauas de Macaloe. Em 1912 a Companhia do Niassa derrotou o chefe Mataca dos ajauas e começou a exercer o controlo administrativo e fiscal no Niassa. Porém, na região, os macondes permaneciam ainda independentes.
O deflagrar da I Guerra Mundial opôs portugueses a alemães em margens opostas do Rovuma e motivou o envio de novos contingentes de soldados para o território. Portugal ocupou o Triângulo de Quionga a 10 de Abril de 1916 e o Planalto dos Macondes entre Abril e Julho de 1917, com uma força de 2000 macuas. Ainda em 1917 deu-se a revolta do Barué e enquanto esta durava os alemães invadiram Moçambique com 300 soldados e 1700 askari, o que motivou os régulos ajauas e macuas a revoltarem-se também, mas após os alemães se terem retirado os portugueses pacificaram o território.
Estima-se que de 1854 até à I Guerra Mundial, Portugal tenha envolvido em Moçambique mais de 7,000 soldados europeus, 9,000 soldados africanos, 74,000 sipaios e 100,000 guerreiros de régulos aliados, perfazendo os efectivos de origem africana mais de 95% do total, levando alguns autores a comentar que "Moçambique se conquistou a si próprio".

## Guiné-Bissau

Carta da Guiné em 1889.

A Guiné fazia parte da província de Cabo Verde mas, após o desastre de Bolol, Portugal separou a Guiné de Cabo Verde, a 18 de Março de 1879. Portugal detinha na região as povoações de Ziguinchor, Cacheu, Farim, Bissau, Geba e Bolama, que foi escolhida para capital. Criada a província, foi transferido para a Guiné o Batalhão de Caçadores nº 1 de Cabo Verde, com 250 soldados cabo-verdianos.
A partir de então os portugueses abandonaram a sua política de comércio e neutralidade relativamente ao interior devastado por guerras étnicas e religiosas para passarem a envolver-se mais a fundo na região. As campanhas da Guiné tinham por objectivo pacificar as etnias que atacavam vilas portuguesas, firmar pactos de protectorado com os régulos e cobrar impostos. Seguiram-se múltiplas operações contra os beafadas em Djabadá, os papéis em Bissau e no Biombo, os balantas em Nhacra e os manjacos em Caió. Em Maio de 1881, o governador Agostinho Coelho assinou um tratado de protectorado com os régulos nalus em torno do rio Tombali e assim anexou a costa sul da Guiné.

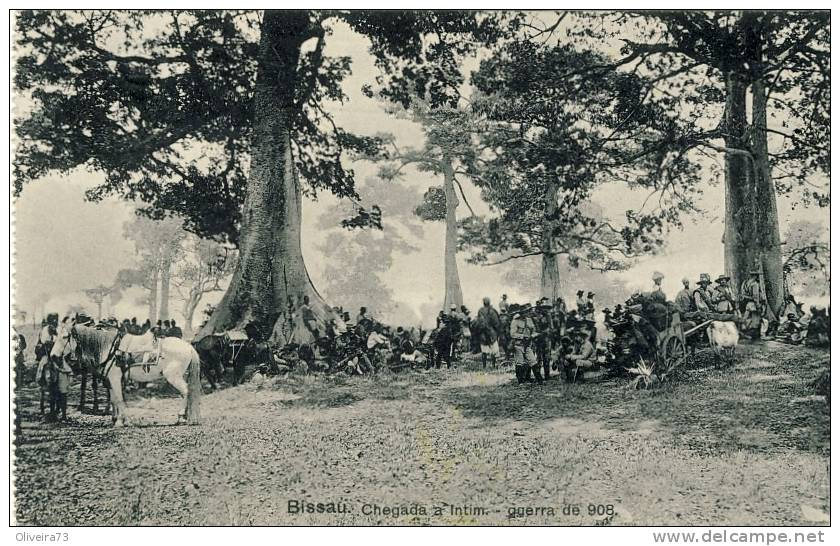
Chegada de tropas portuguesas à tabanca de Intim durante a "Guerra de 1908".

A delimitação das fronteiras da Guiné-Bissau foi acordada pela Convenção Luso-Francesa de 1886.
O período de 1879 a 1891 caracterizou-se por campanhas "à beira de água". Os portugueses levaram a cabo 22 campanhas nas zonas costeiras, envolvendo cada uma cerca de 100 soldados em média, geralmente apoiados por lanchas canhoneiras e milhares de auxiliares, contra os bijagós, beafadas, papéis, balantas e fulas, que atacavam as vilas portuguesas e resistiam ao pagamento de impostos.
A partir de 1892 os portugueses começaram a penetrar no interior e a aumentar o recrutamento de auxiliares muçulmanos, cujos chefes apoiavam a soberania portuguesa, destacando-se de entre eles Abdul Injal. Todos os régulos fulas aceitaram a autoridade portuguesa, o sertão no norte e leste foi pacificado, e as fronteiras com a França reconhecidas mas a navegação fluvial não era ainda segura. Cerca de metade da Guiné encontrava-se por pacificar e os papéis bloqueavam os acessos a Bissau.

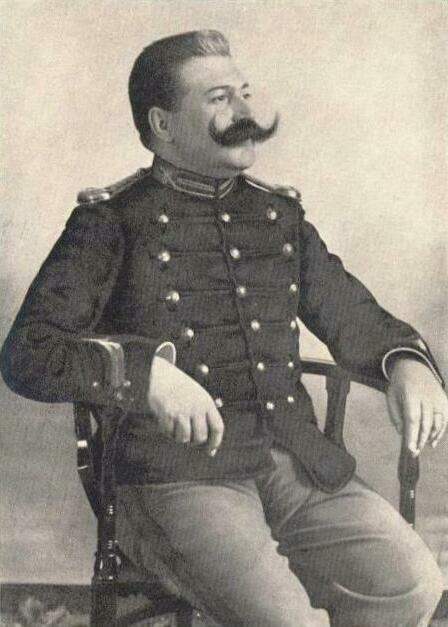
João Teixeira Pinto.

A chegada à Guiné de João Teixeira Pinto, especialista no uso de auxiliares africanos criado no duro palco de guerra do sul de Angola, foi decisiva para acelerar a ocupação do território da Guiné ainda por pacificar, maioritariamente animista. Entre 1912 e 1915 foram ocupados os territórios dos mandingas, manjacos, balantas, papéis e grumetes. A instalação de postos militares, administrativos e fiscais, com a construção de uma rede de estradas e comunicações pelo interior seguiu-se às campanhas de João Teixeira Pinto. Abdul Injal, régulo de Oio amotinou-se contra a autoridade portuguesa em 1919 mas foi capturado. Entre 1925 e 1936 foram pacificados os últimos animistas independentes no noroeste e nos Bijagós, tendo a última campanha sido em Canhabaque, cujos habitantes praticavam a pirataria.
A Guiné foi para Portugal o palco de guerra mais difícil, tendo o governo português investido nela ao todo mais de 8000 soldados, metade dos soldados utilizados em Moçambique, vinte vezes maior. Os guerreiros de régulos aliados a Portugal por sua vez contabilizaram mais de 40,000, na sua maioria muçulmanos fulas, mandingas e biafadas, que apoiavam a soberania portuguesa.

## Timor
As campanhas de pacificação não se limitaram a África.
Em finais do séc. XIX, a soberania portuguesa em Timor resumia-se a Dili e a alguns postos militares ao longo da costa, sete no norte e três no sul, ao passo que o interior pertencia aos régulos. A ocupação do território foi levada a cabo entre 1894 e 1908 durante o governo de José Celestino da Silva, mediante um conjunto de campanhas com reduzidos efectivos e levadas a cabo através de alianças com os régulos que apoiavam a soberania Portuguesa.